# Казаковка (Пензенская область)
Казако́вка — село в Кузнецком районе Пензенской области. Входит в состав Явлейского сельсовета.

## География
Село находится в восточной части Пензенской области, на расстоянии примерно 17 км (по прямой) к северо-востоку от города Кузнецк, административного центра района.

### Часовой пояс
Село Казаковка, как и вся Пензенская область, находится в часовой зоне МСК (московское время). Смещение применяемого времени относительно UTC составляет +3:00.

## Население
| 1762 | 1795 | 1859  | 1911  | 1930  | 1939  | 1959 |
| ---- | ---- | ----- | ----- | ----- | ----- | ---- |
| 743  | ↗800 | ↗1181 | ↘1165 | ↗1678 | ↘1463 | ↘613 |
| 1979 | 1989 | 1996  | 2002  | 2010  |       |      |
| ↘424 | ↘348 | ↘338  | ↘288  | ↘257  |       |      |

### Национальный состав
Согласно результатам переписи 2002 года, в национальной структуре населения русские составляли 98 % из 288 чел.

## Известные уроженцы
- Кузнецов, Трофим (1885—1919) — иерей, святой Русской православной церкви.